# Pludual
Pludual [plydyal] est une commune du département des Côtes-d'Armor, dans la région Bretagne, en France. Pludual appartient au pays historique du Goëlo.

## Héraldique
| Armoiries de Pludual | Les armoiries de Pludual se blasonnent ainsi: « D'or à la croix engrêlée d'azur chargée en cœur d'un poisson d'argent." La croix engrêlée constitue les armes de la famille de La Feillée et le poisson est emprunté aux armes des Le Saulnier de Saint-Jouan. » |

## Géographie
Située à une dizaine de kilomètres des plages de Plouha, Pludual est une commune rurale de moins de mille habitants.
| Pléhédel  |         | Plouha   |
| Tréméven  | Pludual |          |
| Lannebert |         | Pléguien |

### Hydrographie
Pour un article plus général, voir Réseau hydrographique des Côtes-d'Armor.
La commune est située dans le bassin Loire-Bretagne. Elle est drainée par le Kerguidoué et le ruisseau de Kerguidou,.
Le Kerguidoué, d'une longueur de 21 km, prend sa source dans la commune de Lantic et se jette  dans le Leff à Tréméven, après avoir traversé sept communes. 

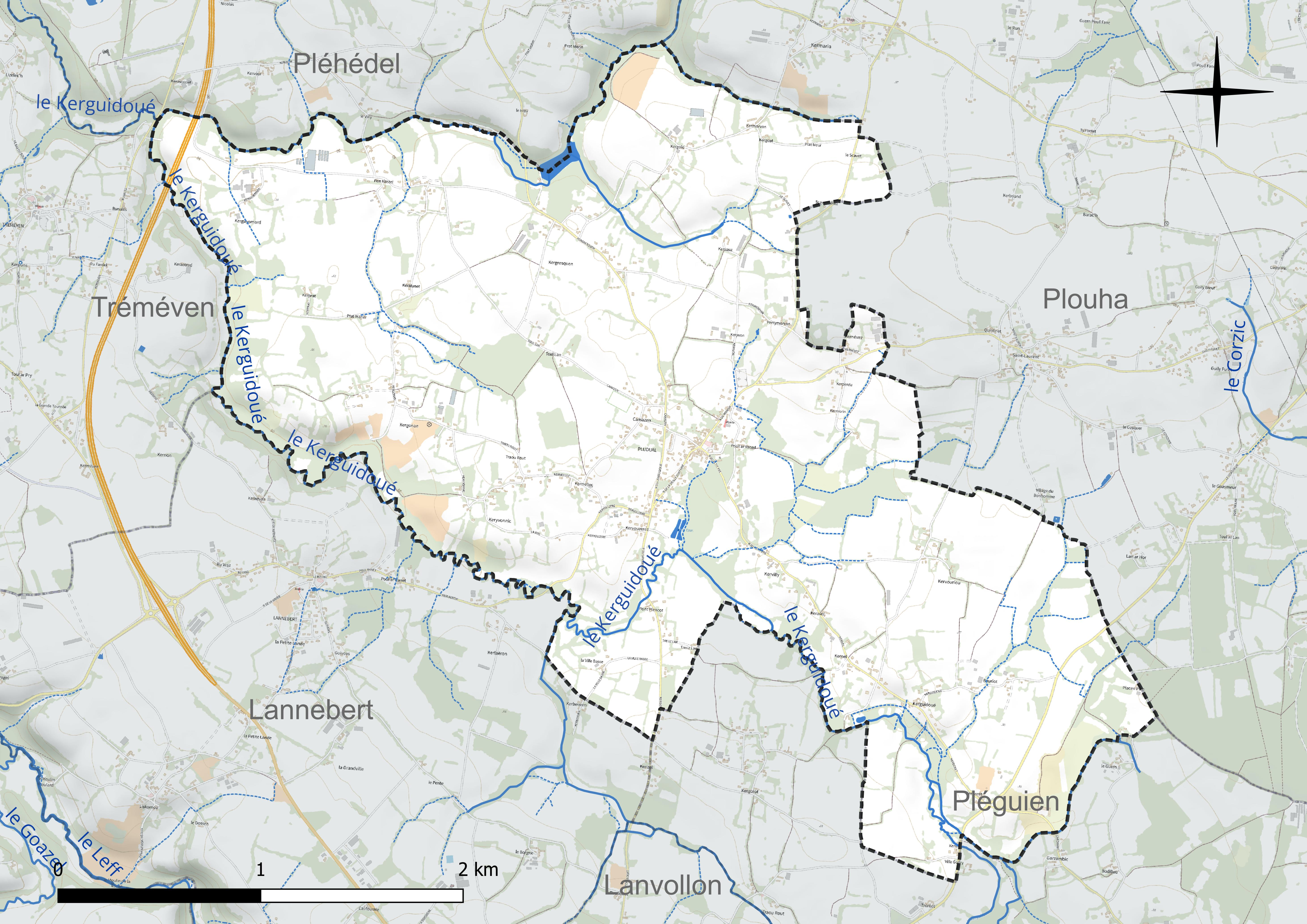
Réseau hydrographique de Pludual.

### Climat
Pour des articles plus généraux, voir Climat de la Bretagne et Climat des Côtes-d'Armor.
En 2010, le climat de la commune est de type climat océanique franc, selon une étude du CNRS s'appuyant sur une série de données couvrant la période 1971-2000. En 2020, Météo-France publie une typologie des climats de la France métropolitaine dans laquelle la commune est exposée à un climat océanique et est dans la région climatique Finistère nord, caractérisée par une pluviométrie élevée, des températures douces en hiver (6 °C), fraîches en été et des vents forts. Parallèlement l'observatoire de l'environnement en Bretagne publie en 2020 un zonage climatique de la région Bretagne, s'appuyant sur des données de Météo-France de 2009. La commune est, selon ce zonage, dans la zone « Intérieur  », exposée à un climat médian, à dominante océanique.
Pour la période 1971-2000, la température annuelle moyenne est de 11,3 °C, avec une amplitude thermique annuelle de 10,8 °C. Le cumul annuel moyen de précipitations est de 760 mm, avec 13 jours de précipitations en janvier et 6,7 jours en juillet. Pour la période 1991-2020, la température moyenne annuelle observée sur la station météorologique la plus proche, située sur la commune de Lanleff à 5 km à vol d'oiseau, est de 11,7 °C et le cumul annuel moyen de précipitations est de 845,9 mm,. Pour l'avenir, les paramètres climatiques de la commune estimés pour 2050 selon différents scénarios d’émission de gaz à effet de serre sont consultables sur un site dédié publié par Météo-France en novembre 2022.

## Urbanisme

### Typologie
Au 1er janvier 2024, Pludual est catégorisée commune rurale à habitat dispersé, selon la nouvelle grille communale de densité à 7 niveaux définie par l'Insee en 2022.
Elle est située hors unité urbaine et hors attraction des villes,.

### Occupation des sols
L'occupation des sols de la commune, telle qu'elle ressort de la base de données européenne d’occupation biophysique des sols Corine Land Cover (CLC), est marquée par l'importance des territoires agricoles (89,3 % en 2018), en diminution par rapport à 1990 (91,8 %). La répartition détaillée en 2018 est la suivante :
zones agricoles hétérogènes (55 %), terres arables (34,3 %), zones urbanisées (6,1 %), forêts (4,6 %). L'évolution de l’occupation des sols de la commune et de ses infrastructures peut être observée sur les différentes représentations cartographiques du territoire : la carte de Cassini (XVIIIe siècle), la carte d'état-major (1820-1866) et les cartes ou photos aériennes de l'IGN pour la période actuelle (1950 à aujourd'hui).

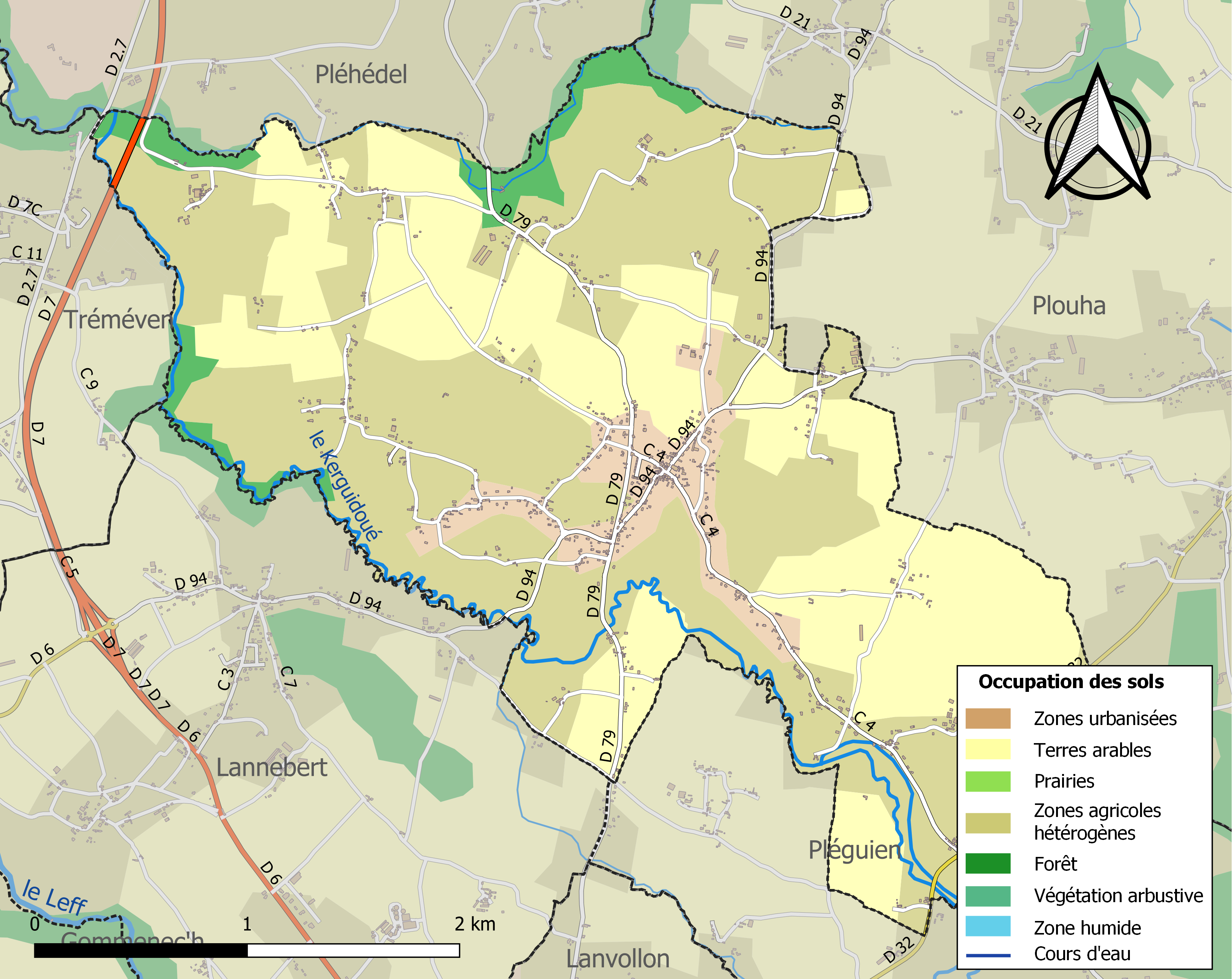
Carte des infrastructures et de l'occupation des sols de la commune en 2018 (CLC).

## Toponymie
Le nom de la localité est attesté sous les formes Ecclesia de Pludua vers 1330, Parochia de Pluduaet Ploedua en 1371, Pludua en 1427, Ploedua en 1454, Pludua en 1514 et en 1637, Pludual en 1669.
Son nom vient de l'ancien breton ploe qui signifie paroisse et de Dua qui évoque Saint Tual (saint Tudwal ou Tugdual),.

## Histoire
Sous l’ancien régime, Pludual était une paroisse appartenant à l’évêché de Saint-Brieuc et au comté du Goëlo.

### LeXXesiècle

#### Les guerres duXXesiècle
Le monument aux Morts porte les noms de 57 soldats morts pour la Patrie :
- 46 sont morts durant la Première Guerre mondiale.
- 11 sont morts durant la Seconde Guerre mondiale.

## Politique et administration
| Période                                 | Période        | Identité            | Etiquette | Qualité                          |
| --------------------------------------- | -------------- | ------------------- | --------- | -------------------------------- |
| 1790                                    | 1792           | Jean Le Cornec      |           |                                  |
| 1792                                    | 1794           | Guillaume Hélary    |           |                                  |
| 1794                                    | 1808           | Jean Le Cornec      |           |                                  |
| 1808                                    | 1815           | Guillaume Hélary    |           |                                  |
| 1815                                    | Septembre 1830 | Philippe Guillou    |           |                                  |
| Juillet 1830                            | 1840           | Claude Malerfant    |           |                                  |
| 1840                                    | Avril 1871     | Guillaume Geoffroy  |           |                                  |
| Avril 1871                              | Mars 1888      | Charles de Taillart |           |                                  |
| Mars 1888                               | Mars 1904      | Guillaume Adolin    |           |                                  |
| Mars 1904                               | ????           | Henri de Taillart   |           |                                  |
| Données à compléter                     |                |                     |           |                                  |
| avant 1981                              | 1989           | Roger Flouriot      |           |                                  |
| 1989                                    | Mars 2008      | Francine Guyot      | DVD       |                                  |
| Mars 2008                               | Mars 2014      | André Fichant       |           |                                  |
| Mars 2014                               | en cours       | Yves Guillerm       | DVD       | Retraité de la fonction publique |
| Sources : Registres BMS et d'état civil |                |                     |           |                                  |

## Démographie
En 2013, la commune compte 724 habitants.
L'évolution du nombre d'habitants est connue à travers les recensements de la population effectués dans la commune depuis 1793. Pour les communes de moins de 10 000 habitants, une enquête de recensement portant sur toute la population est réalisée tous les cinq ans, les populations de référence des années intermédiaires étant quant à elles estimées par interpolation ou extrapolation. Pour la commune, le premier recensement exhaustif entrant dans le cadre du nouveau dispositif a été réalisé en 2006.

En 2022, la commune comptait 737 habitants, en évolution de +0,68 % par rapport à 2016 (Côtes-d'Armor : +1,78 %, France hors Mayotte : +2,11 %).
| 1793 | 1800 | 1806 | 1821 | 1831  | 1836  | 1841  | 1846  | 1851  |
| ---- | ---- | ---- | ---- | ----- | ----- | ----- | ----- | ----- |
| 940  | 940  | 976  | 968  | 1 192 | 1 100 | 1 180 | 1 151 | 1 154 |

| 1856  | 1861  | 1866  | 1872  | 1876  | 1881  | 1886  | 1891  | 1896  |
| ----- | ----- | ----- | ----- | ----- | ----- | ----- | ----- | ----- |
| 1 108 | 1 184 | 1 150 | 1 115 | 1 119 | 1 120 | 1 127 | 1 087 | 1 068 |

| 1901  | 1906  | 1911 | 1921 | 1926 | 1931 | 1936 | 1946 | 1954 |
| ----- | ----- | ---- | ---- | ---- | ---- | ---- | ---- | ---- |
| 1 046 | 1 039 | 968  | 819  | 754  | 682  | 706  | 710  | 734  |

| 1962 | 1968 | 1975 | 1982 | 1990 | 1999 | 2006 | 2011 | 2016 |
| ---- | ---- | ---- | ---- | ---- | ---- | ---- | ---- | ---- |
| 753  | 647  | 513  | 473  | 429  | 461  | 623  | 735  | 732  |

| 2021 | 2022 | - | - | - | - | - | - | - |
| ---- | ---- | - | - | - | - | - | - | - |
| 730  | 737  | - | - | - | - | - | - | - |

## Culture locale et patrimoine

### Lieux et monuments
- Manoir de Périmorvan (XVIe-XIXe siècle)
- Église Saint-Mayeux.

## Événements
Au cours des mois de juillet et août 2009, la commune de Pludual a organisé un marché estival.